# Georgij Michajlovič Brasov
Georgij Michajlovič Brașov Romanov in russo Георгий Михайлович, граф Брасов? (Mosca, 6 agosto 1910 – Auxerre, 22 luglio 1931) è stato un principe russo appartenente alla dinastia dei Romanov attraverso una linea morganatica.

## Biografia

### Infanzia
I suoi genitori erano il granduca Mikhail Aleksandrovič di Russia e la sua amante, Natal'ja Sergeevna Šeremetevskaja. Il padre era il più giovane figlio dello zar Alessandro III e dell'imperatrice Marija Fёdorovna (nata principessa Dagmar di Danimarca), sorella della madre del re Giorgio V del Regno Unito, la regina Alessandra.
Giorgio nacque a Udinka, vicino a Mosca. La madre aveva da poco divorziato dal secondo marito, il rittmeister (capitano) Vladimir Wulffert, un ufficiale dell'esercito che serviva nel reggimento dei corazzieri del padre di Giorgio. Egli era l'omonimo dello zio, il granduca Georgij Aleksandrovič Romanov, che morì di tubercolosi nel 1899.
Quando Giorgio nacque, suo padre era secondo nella linea di successione per diventare zar di Tutte le Russie, dopo il cugino di Giorgio, Aleksej; quest'ultimo era emofiliaco e si temeva che non riuscisse a sopravvivere abbastanza per ereditare il trono. Secondo la Legge di successione dinastica russia, suo padre, in quanto membro della famiglia imperiale, non poteva maritarsi senza il consenso del monarca in carica. Questo consenso non fu però concesso in quanto la madre era divorziata ben due volte e nelle sue vene non scorreva sangue reale. Nel 1912 Alessio ebbe un'emorragia alla coscia ed all'inguine che lo portò in fin di vita mentre era con la famiglia a Spala, in Polonia. Presumendo che Alessio sarebbe morto e che Mikhail sarebbe stato costretto ad un mantrimonio dinastico, i genitori di Giorgio si sposarono in una chiesa ortodossa serba a Vienna, il 29 ottobre 1912, con il risultato che la cerimonia non sarebbe potuta venir invalidata dalla Corte imperiale russa e nemmeno dalle autorità della Chiesa ortodossa russa. Questo fu visto come un atto di codardia e di tradimento dei propri doveri da parte del resto della famiglia imperiale, specialmente perché questo avvenne mentre lo Zarevic era vicino alla morte. Mikhail e la sua famiglia vennero quindi mandati in esilio, e compirono un tour dell'Europa prima di insediarsi in Regno Unito.

### Ritorno nella famiglia imperiale
Nell'autunno del 1914 il padre richiese il permesso di ritornare in Russia per riunirsi all'esercito che stava combattendo sul fronte orientale della prima guerra mondiale. L'autorizzazione venne concessa ed il granduca Mikhail e la famiglia ritornarono in patria. Il padre divenne un generale e guadagnò la Croce di San Giorgio, la più alta onorificenza militare russa. Suo zio, lo zar Nicola II di Russia, in seguito creò sua madre Contessa Brasova, dal nome della tenuta di Mikhail; Giorgio ricevette il proprio titolo dalla madre e divenne quindi Conte Brasov. Benché venne legittimato, lui e i suoi discendenti vennero esclusi dall'ordine successorio. In seguito il granduca Kirill Vladimirovič Romanov, pretendente al trono zarista, gli conferì il titolo di Principe.

### Rivoluzione di Febbraio
Nel 1917, durante la Rivoluzione di Febbraio, Nicola II abdicò per sé stesso ed il figlio e nominò suo successore il granduca Mikhail; dato che tutte le truppe di Pietrogrado si erano unite ai dimostranti, il Granduca rifiutò l'incarico ed il Governo Provvisorio prese il controllo della Russia. Giorgio e la sua famiglia vennero inizialmente messi agli arresti domiciliari a Gatčina ed in seguito il padre venne confinato a Perm'. Mikhail riuscì però a far fuggire clandestinamente Giorgio e Natalia (la sorellastra di Giorgio, nata dal primo matrimonio della madre), per mandarli a raggiungere la nonna, l'Imperatrice Vedova, a Copenaghen.
Nelle prime ore del 12 giugno 1918 suo padre venne fucilato alla periferia di Perm' dalla Čeka ed il suo cadavere venne bruciato. Le circostanze della morte del padre non vennero rese note fin dopo la morte di Giorgio.

### Esilio dalla Russia e morte

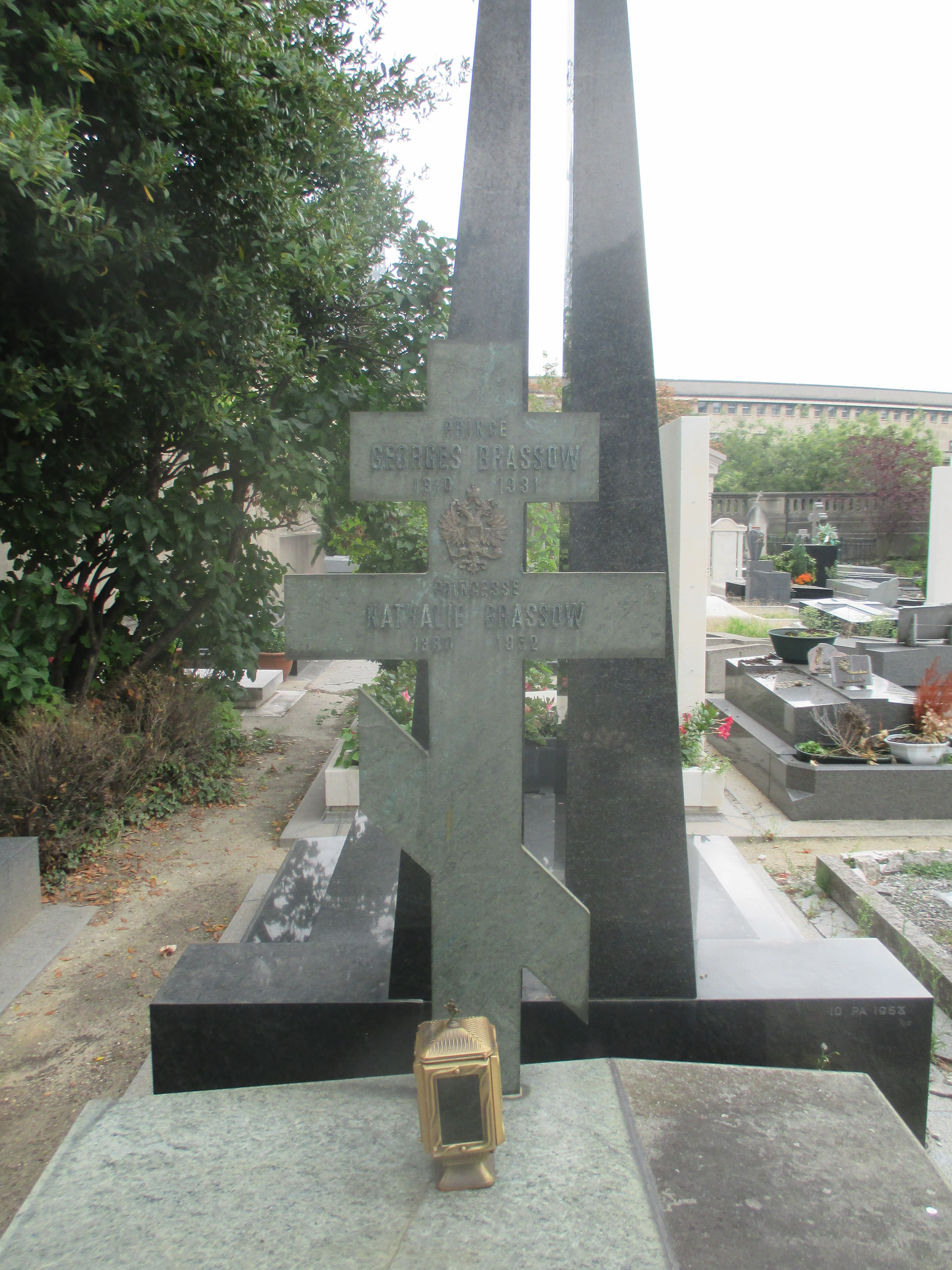
Tomba del principe Georgij

Lui e la madre trascorsero il loro esilio a Londra ed egli fu accettato ad Harrow, un'importante collegio privato. Nel 1927, a causa di problemi finanziari della famiglia, la madre si trasferì a Parigi mentre Giorgio rimase in Inghilterra per finire l'anno di scuola in corso. In seguito frequentò un altro collegio a Verneuil-sur-Avre, in Alta Normandia, l'École des Roches. 
Benché durante la sua vita fosse stata ventilata l'ipotesi di una sua pretesa al trono, Giorgio trattava la questione con leggerezza quando gli veniva nominata. Crescendo, in molti poterono riconoscere in lui una forte somiglianza con il padre. Nell'estate del 1931, avendo finito gli esami alla Sorbona, Giorgio decise di festeggiare l'evento con una vacanza nella Francia Meridionale assieme all'amico olandese Edgar Moneanaar. Programmarono di andare da Parigi fino a Cannes, ma la loro auto slittò sulla strada e si schiantò contro un albero. Il diciannovenne Edgar, che era alla guida, morì immediatamente. Giorgio, che venne trasportato all'ospedale con entrambe le gambe rotte e gravi lesioni interne, morì ad Auxerre senza mai riprendere conoscenza. Venne sepolto nel cimitero di Passy di Parigi. Nel 1952, quando la madre morì per un tumore, ella venne sepolta accanto a lui. La loro tomba è ornata da una croce ortodossa in pietra sopra una lapide in marmo nero e verde con una semplice iscrizione in lettere dorate: «Fils et Epouse de S.A.I. Grand Duc Michel de Russie».
Benché egli non avesse alcun diritto alla successione a causa del matrimonio morganatico dei genitori, Giorgio fu l'ultimo discendente in linea maschile di Alessandro III di Russia.

## Ascendenza
|                                    |   |                           | Genitori                                                       |  |  | Nonni |  |  | Bisnonni                |  |  | Trisnonni          |  |
|                                    |   |                           |                                                                |  |  |       |  |  | Alessandro II di Russia |  |  | Nicola I di Russia |  |
|                                    |   |                           |                                                                |  |  |       |  |  | Alessandro II di Russia |  |  | Nicola I di Russia |  |
|                                    |   | Carlotta di Prussia       |                                                                |  |  |       |  |  | Alessandro II di Russia |  |  |                    |  |
| Alessandro III di Russia           |   |                           |                                                                |  |  |       |  |  | Alessandro II di Russia |  |  |                    |  |
|                                    |   | Maria d'Assia-Darmstadt   | Luigi II d'Assia                                               |  |  |       |  |  |                         |  |  |                    |  |
|                                    |   | Maria d'Assia-Darmstadt   | Luigi II d'Assia                                               |  |  |       |  |  |                         |  |  |                    |  |
|                                    |   | Maria d'Assia-Darmstadt   | Guglielmina di Baden                                           |  |  |       |  |  |                         |  |  |                    |  |
| Michail Aleksandrovič Romanov      |   | Maria d'Assia-Darmstadt   |                                                                |  |  |       |  |  |                         |  |  |                    |  |
|                                    |   | Cristiano IX di Danimarca | Federico Guglielmo di Schleswig-Holstein-Sonderburg-Glücksburg |  |  |       |  |  |                         |  |  |                    |  |
|                                    |   | Cristiano IX di Danimarca | Federico Guglielmo di Schleswig-Holstein-Sonderburg-Glücksburg |  |  |       |  |  |                         |  |  |                    |  |
|                                    |   | Cristiano IX di Danimarca | Luisa Carolina d'Assia-Kassel                                  |  |  |       |  |  |                         |  |  |                    |  |
| Dagmar di Danimarca                |   | Cristiano IX di Danimarca |                                                                |  |  |       |  |  |                         |  |  |                    |  |
|                                    |   | Luisa d'Assia-Kassel      | Guglielmo d'Assia-Kassel                                       |  |  |       |  |  |                         |  |  |                    |  |
|                                    |   | Luisa d'Assia-Kassel      | Guglielmo d'Assia-Kassel                                       |  |  |       |  |  |                         |  |  |                    |  |
|                                    |   | Luisa d'Assia-Kassel      | Luisa Carlotta di Danimarca                                    |  |  |       |  |  |                         |  |  |                    |  |
| Georgij Michajlovič Brasov         |   | Luisa d'Assia-Kassel      |                                                                |  |  |       |  |  |                         |  |  |                    |  |
|                                    | … | …                         |                                                                |  |  |       |  |  |                         |  |  |                    |  |
|                                    | … | …                         |                                                                |  |  |       |  |  |                         |  |  |                    |  |
|                                    | … | …                         |                                                                |  |  |       |  |  |                         |  |  |                    |  |
| Sergej Aleksandrovič Šeremetevskij | … |                           |                                                                |  |  |       |  |  |                         |  |  |                    |  |
|                                    |   | …                         | …                                                              |  |  |       |  |  |                         |  |  |                    |  |
|                                    |   | …                         | …                                                              |  |  |       |  |  |                         |  |  |                    |  |
|                                    |   | …                         | …                                                              |  |  |       |  |  |                         |  |  |                    |  |
| Natal'ja Sergeevna Šeremetevskaja  |   | …                         |                                                                |  |  |       |  |  |                         |  |  |                    |  |
|                                    |   | …                         | …                                                              |  |  |       |  |  |                         |  |  |                    |  |
|                                    |   | …                         | …                                                              |  |  |       |  |  |                         |  |  |                    |  |
|                                    |   | …                         | …                                                              |  |  |       |  |  |                         |  |  |                    |  |
| Julia Vjačeslavovna Sventitskaja   |   | …                         |                                                                |  |  |       |  |  |                         |  |  |                    |  |
|                                    |   | …                         | …                                                              |  |  |       |  |  |                         |  |  |                    |  |
|                                    |   | …                         | …                                                              |  |  |       |  |  |                         |  |  |                    |  |
|                                    |   | …                         | …                                                              |  |  |       |  |  |                         |  |  |                    |  |
|                                    |   | …                         |                                                                |  |  |       |  |  |                         |  |  |                    |  |